# Col de Mintaka
Le col de Mintaka, appelé aussi col de Minteke, est un col frontalier entre la région du Xinjiang en Chine et le nord du Pakistan. Situé dans les montagnes du Karakoram, son altitude est de 4 709 mètres.
Les cols de Mintaka et de Kilik (altitude 4 827 mètres) ont été, dans l'Antiquité, les deux principaux points d'accès dans la haute-vallée de la Hunza à partir du nord. La vallée de la Hunza est une vallée montagneuse près de Gilgit dans les Territoires du Nord du Pakistan.